# Hyagnis subtuberculipennis
Hyagnis subtuberculipennis là một loài bọ cánh cứng trong họ Cerambycidae.